# Gwiazda Granat
Gwiazda Granat (Mi Cephei, µ Cep, Granat Herschela) – gwiazda zmienna półregularna znajdująca się w gwiazdozbiorze Cefeusza na krawędzi kompleksu gromady otwartej i mgławicy IC 1396. Jest jedną z najjaśniejszych gwiazd naszej Galaktyki.

## Nazwa
Nazwa własna gwiazdy pochodzi od wyjątkowego jasnoczerwonego koloru gwiazdy, który William Herschel jako pierwszy porównał z kolorem kamienia szlachetnego granatu. Bywa także nazywana „Granatem Herschela”. Międzynarodowa Unia Astronomiczna w 2024 formalnie zatwierdziła użycie nazwy Garnet Star dla określenia tej gwiazdy.

## Właściwości fizyczne
Gwiazda Granat jest czerwonym nadolbrzymem, jest również jedną z największych znanych gwiazd obserwowanych gołym okiem. Jej jasność 350 000 razy przewyższa jasność Słońca. Mi Cephei jest na tyle dużą gwiazdą, że gdyby znajdowała się w centrum Układu Słonecznego jej zewnętrzne warstwy sięgałyby poza orbitę Jowisza.
Podobnie jak inne nadolbrzymy Gwiazda Granat jest niestabilna. Jej średnica rozszerza się i kurczy, czemu towarzyszy zmiana jasności wizualnej gwiazdy. Jasność waha się między 3,45 a 5,1m. Typ widmowy gwiazdy to M2 Ia. Jest to gwiazda zmienna o dwóch, nakładających się na siebie, okresach zmienności o długości 730 oraz 4400 dni. Pulsacje Mi Cephei są wywoływane poprzez wewnętrzne pochłanianie i uwalnianie energii. Proces ten spowodował z kolei odrzucenie zewnętrznych warstw atmosfery gwiazdy oraz utworzenie wokół niej koncentrycznych otoczek gazowo-pyłowych. Gwiazda jest również sferycznie otoczona przez parę wodną.
W początkowym okresie istnienia Mi Cephei masa gwiazdy wynosiła zapewne ok. 20 mas Słońca. Ewolucja gwiazdy podobnie jak w przypadku innych bardzo masywnych gwiazd była więc szybka, a obecnie zbliża się ona do końca swojego życia. Podobnie jak Eta Carinae czy WR 102ka, Gwiazda Granat może w każdej chwili eksplodować jako supernowa. Pozostałością po jej wybuchu będzie jądro, które przekształci się w gwiazdę neutronową lub czarną dziurę.